# Jayson Tatum
Jayson Christopher Tatum (Saint Louis, 3 de març de 1998) és un jugador de bàsquet estatunidenc que juga als Boston Celtics de l'NBA. Fa 2,03 metres d'alçada i juga a la posició d'aler.

## Trajectòria esportiva

### Primers anys
La seva etapa d'institut la va fer al Chaminade College Preparatory School de Creve Coeur (Missouri), on en la seva quarta i última temporada va fer una mitjana de 29,6 punts i 9,1 rebots per partit. Va ser triat jugador de l'any i atleta de l'any, sent guardonat amb el prestigiós Gatorade National Player of the Year, i va participar en els tres majors esdeveniments per a jugadors d'institut als Estats Units, el McDonald's All-American Game, on va aconseguir 18 punts i 5 rebots, el Jordan Brand Classic, on van ser 18 punts i 8 rebots, i el Nike Hoop Summit, en el qual va aconseguir 14 punts i 4 rebots.

### Universitat
Al juliol de 2015 es va comprometre amb els Blue Devils de la Universitat de Duke per a jugar la lliga de bàsquet universitari. Va ser-hi una única temporada, en la qual va fer una mitjana de 16,8 punts, 7,3 rebots, 2,1 assistències, 1,3 pilotes robades i 1,1 taps per partit. Va ser inclòs en el tercer millor quintet de la Atlantic Coast Conference i en el millor quintet de novells d'aquesta temporada.
En finalitzar la seva primera temporada es va declarar elegible per al Draft de l'NBA, renunciant així als tres anys que li quedaven com a universitari.

#### Estadístiques
| Any     | Equip | PJ | PT | MPP  | %TC  | %3P  | %TL  | RPP | APP | ROB | TPP | PPP  |
| ------- | ----- | -- | -- | ---- | ---- | ---- | ---- | --- | --- | --- | --- | ---- |
| 2016–17 | Duke  | 29 | 27 | 33.3 | .452 | .342 | .849 | 7.3 | 2.1 | 1.3 | 1.1 | 16.8 |

### Professional

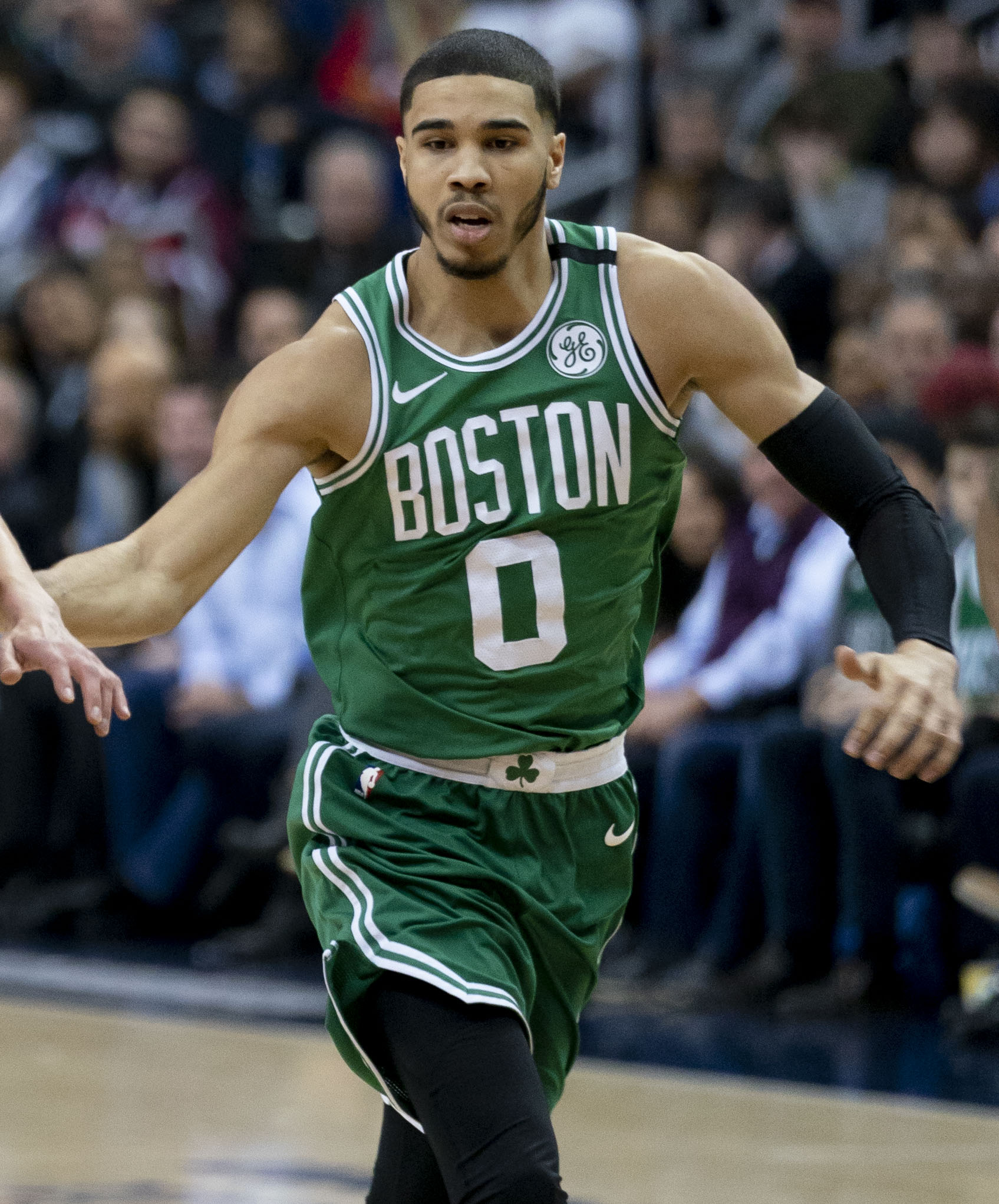
Tatum amb els Celtics el 2018.

Va ser triat en la tercera posició del Draft de l'NBA de 2017 pels Boston Celtics. Va debutar el 17 d'octubre davant els Cleveland Cavaliers, aconseguint 14 punts i 10 rebots. En la seva primera temporada com a professional, va fer una mitjana, durant la temporada regular, de 13,9 punts, 5 rebots i 1 pilota robada per partit. A causa de la seva gran temporada, va ser triat dins el millor quintet dels rookies de l'NBA i entre els candidats a guanyar el rookie de l'any, sent triat finalment tercer en les votacions, només per darrere de Donovan Mitchell i del guanyador del premi, Ben Simmons.
Durant els Playoffs de 2018, va fer una mitjana de 18,5 punts per partit, portant als Celtics a les Finals de Conferència de l'Est, on van perdre en el 7è partit de la sèrie davant els Cleveland Cavaliers de LeBron James. Tatum es va convertir en el jugador més jove de la història (20 anys i 61 dies) en encadenar quatre partits de +20 punts en les eliminatòries, una marca que va arrabassar a Kobe Bryant (20 anys i 272 dies). També va arribar a superar el rècord de la franquícia de més partits com rookie anotant més de 20 punts en partits de playoff, sobrepassant l'històric Larry Bird.
Ja en la seva tercera temporada va ser triat per primera vegada per disputar l'All-Star Game. En els Playoffs de 2020, va fer una mitjana de 25,7 punts per partit, i es va convertir en el tercer jugador a aconseguir un mínim de 900 punts en els Playoffs de l'NBA sense haver complert els 23 anys, sumant-se a Kobe Bryant i LeBron James.
Durant el seu quart any, el 23 de febrer de 2021, va ser triat per segona vegada per a disputar el All-Star Game que es va celebrar a Atlanta. El 9 d'abril de 2021, va registrar el seu rècord personal en anotació amb 53 punts en la victòria davant Minnesota Timberwolves. Es va convertir així, en el jugador dels Celtics més jove (23) a aconseguir els 50 punts, superant a Larry Bird (26). El 30 d'abril, davant San Antonio Spurs aconsegueix els 60 punts, superant la seva marca personal i igualant el rècord de la franquícia que posseïa Larry Bird des de 1985. El 18 de maig, va anotar 50 punts davant els Wizards en l'eliminatòria 'Play-In' per a certificar el passi als playoffs com a setè classificat. El 28 de maig, en la tercera trobada de primera ronda davant Brooklyn Nets, va anotar 50 punts, sent el tercer jugador més jove (23 anys i 86 dies) a registrar aquesta xifra en playoffs, només per darrere de Rick Barry i Michael Jordan.
En la seva cinquena temporada amb els Celtics, el 13 de desembre de 2021 davant Milwaukee Bucks anota 42 punts i el 23 de gener de 2022 anota 51 punts i captura 10 rebots en la victòria davant Washington Wizards. El 3 de febrer, es va anunciar la seva presència com a reserva en el All-Star Game de l'NBA 2022, sent la tercera participació de la seva carrera. El 6 de març davant Brooklyn Nets anota 54 punts. El 9 de març davant Charlotte Hornets en fa 44. Va ser triat com a millor jugador de la setmana, les dues últimes setmanes de març, sent la primera vegada que un jugador dels Celtics és triat dues setmanes consecutives. Ja en postemporada, el 16 d'abril en el primer enfrontament de primera ronda davant Brooklyn Nets, anota 31 punts, a més de la cistella guanyadora sobre la botzina. El 13 de maig, en la sisena trobada de semifinals de conferència davant Milwaukee Bucks anota 46 punts. En les Finals de conferència, s'imposen en cinc partits als Miami Heat, però cauen derrotats en sis partits contra Golden State Warriors. Acabades les finals, Tatum va confessar que havia jugat els darrers dos mesos amb el canell lesionat i que els dies després de la derrota van ser dels pitjors de la seva vida. Amb tot, aquell any va ser inclòs en el millor quintet de la lliga i nomenat MVP de les Finals de Conferència.

## Selecció nacional
A l'estiu de 2021, va ser part de la selecció absoluta estatunidenca que va participar en els Jocs Olímpics de Tòquio 2020, que va guanyar la medalla d'or.

## Estadístiques de la seva carrera en l'NBA

### Temporada regular
| Any      | Equip    | PJ  | PT  | MPP  | %TC  | %3P  | %TL  | RPP | APP | ROB | TPP | PPP  |
| -------- | -------- | --- | --- | ---- | ---- | ---- | ---- | --- | --- | --- | --- | ---- |
| 2017-18  | Boston   | 80  | 80  | 30.5 | .475 | .434 | .826 | 5.0 | 1.6 | 1.0 | .7  | 13.9 |
| 2018-19  | Boston   | 79  | 79  | 31.1 | .450 | .373 | .855 | 6.0 | 2.1 | 1.1 | .7  | 15.7 |
| 2019-20  | Boston   | 66  | 66  | 34.3 | .450 | .403 | .812 | 7.0 | 3.0 | 1.4 | .9  | 23.4 |
| 2020-21  | Boston   | 64  | 64  | 35.8 | .459 | .386 | .868 | 7.4 | 4.3 | 1.2 | .5  | 26.4 |
| 2021-22  | Boston   | 76  | 76  | 35.9 | .453 | .353 | .853 | 8.0 | 4.4 | 1.0 | .6  | 26.9 |
| Total    | Total    | 365 | 365 | 33.4 | .456 | .383 | .844 | 6.6 | 3.0 | 1.1 | .7  | 20.9 |
| All-Star | All-Star | 3   | 2   | 17.0 | .471 | .176 | —    | 3.0 | 5.0 | 2.6 | .0  | 11.6 |

### Playoffs
| Any   | Equip  | PJ | PT | MPP  | %TC  | %3P  | %TL  | RPP  | APP | ROB | TPP | PPP  |
| ----- | ------ | -- | -- | ---- | ---- | ---- | ---- | ---- | --- | --- | --- | ---- |
| 2018  | Boston | 19 | 19 | 35.9 | .471 | .324 | .845 | 4.4  | 2.7 | 1.2 | .5  | 18.5 |
| 2019  | Boston | 9  | 9  | 32.8 | .438 | .323 | .744 | 6.7  | 1.9 | 1.1 | .8  | 15.2 |
| 2020  | Boston | 17 | 17 | 40.6 | .434 | .373 | .813 | 10.0 | 5.0 | 1.0 | 1.2 | 25.7 |
| 2021  | Boston | 5  | 5  | 37.0 | .423 | .389 | .918 | 5.8  | 4.6 | 1.2 | 1.6 | 30.6 |
| 2022  | Boston | 24 | 24 | 41.0 | .426 | .393 | .800 | 6.7  | 6.2 | 1.2 | .9  | 25.6 |
| Total | Total  | 74 | 74 | 38.3 | .438 | .372 | .820 | 6.8  | 4.4 | 1.1 | .9  | 22.9 |

## Vida personal
Tatum és fill de Justin Tatum i Brandi Col·le. Va néixer quan els seus pares tenien 19 anys. El seu pare, Justin, va jugar a bàsquet en Saint Louis University i és entrenador de l'institut Christian Brothers College High School de St. Louis. La seva mare, Brandi, es va graduar en dret en Saint Louis University i ara exerceix com a advocada en l'àrea de St. Louis.
El padrí de Tatum, és el jugador retirat, Larry Hughes, que va ser company d'universitat del seu pare. I és també prevalc de l'actual entrenador de la NBA, Tyronn Lue.
Va jugar en l'institut Chaminade College Preparatory School de Missouri juntament amb Tyler Cook, on en el seu any sènior, van conquistar el títol estatal. Allà també va coincidir amb el jugador de la NFL, Matthew Tkachuk.
Ja a la universitat de Duke, va ser company i amic del també jugador professional Harry Giles.
Té, amb Toriah Lachell, la seva xicota de l'institut, un fill, Jayson Christopher Tatum Jr (aka ‘Deuce’), nascut el 6 de desembre de 2017.
El 21 de juny de 2019, va signar un contracte de patrocini amb la marca esportiva Jordan Brand.
En 2021 se'l va relacionar tant amb la cantant britànica Ella Mai, com amb la model Bella B.